# Good News (álbum)
«Good News» es el primer álbum de estudio de la rapera estadounidense Megan Thee Stallion. Fue lanzado el 20 de noviembre de 2020 bajo 300 Entertainment y 1501 Certified. Del álbum se extrajeron cuatro sencillos: «Girls in the Hood», «Don't Stop» (con Young Thug), «Body», lanzado junto con el álbum y «Cry Baby» (con DaBaby). También contiene una remezcla del sencillo «Savage», con Beyoncé, que le otorgó a Megan su primer número uno en los Billboard Hot 100 de Estados Unidos. El álbum cuenta también con la participación de otros artistas invitados incluyendo City Girls, Lil Durk, SZA, Popcaan, Mustard, Big Sean y 2 Chainz.
Good News recibió elogios de la crítica al momento de su lanzamiento, y la mayoría de los críticos elogiaron la confianza de Megan y las letras sexualmente positivas. 
Comercialmente, Good News debutó en el número dos de Billboard 200 después de vender más de 100.000 unidades en su primera semana. Además de encabezar las listas de Top R&B/Hip-Hop Albums y Rap Albums, también llegó a los primeros puestos de las listas de popularidad de 50 países como el Reino Unido, Australia, Canadá, Irlanda y Nueva Zelanda.

## Antecedentes
En octubre de 2019, la rapera habló por primera vez sobre los planes de crear un álbum de estudio en 2020 mientras promocionaba su EP, Suga. Además, declaró que estaba "lista para sentar cabeza con un álbum". Un año más tarde, en octubre de 2020, proporcionó más información sobre el proceso de creación del álbum, incluyendo la publicación de fotos con la productora Lil Ju. En ese momento, ella estaba esperando para finalizar el proceso de grabación. También declaró que usó el tiempo de la cuarentena para escribir y grabar su álbum. Acerca del proceso de grabación, dijo: "cuando estoy sola, es cuando mi creatividad viene a mí. Todo el álbum fue escrito básicamente en la sala de estar, la ducha, el patio trasero". Anunció oficialmente el álbum a través de sus redes sociales el 12 de noviembre, seguido de la revelación de su lista de canciones el 17 de noviembre.

## Composición y concepto
En Good News, Megan Thee Stallion explora líricamente una variedad de temas, como la controversia que rodea a ella y a Tory Lanez, las fiestas, el sexo, su vida personal y los hombres que no cumplen con sus estándares. Un crítico señaló que a pesar de estar lleno de "positividad sexual e himnos listos para el club", el álbum también contiene "atisbos de ese tono [serio] que se introdujo por primera vez con Shots Fired'". "Shots Fired", la pista de apertura, está construida alrededor de una muestra de la canción de 1995 "Who Shot Ya?" de The Notorious B.I.G. y ha sido descrita como una canción diss indirecta "tradicional", "fuerte" y "mordaz" con un "ritmo sonoro y descarnado" dirigida al rapero Tory Lanez en respuesta a su álbum Daystar, que a su vez fue lanzado en respuesta a las acusaciones de que Lanez le disparó a Megan en julio de 2020.
En la segunda pista, "Circles" se observa a Megan rapeando sobre una muestra del sencillo de 2010 de Jazmine Sullivan "Holding You Down (Goin' in Circles)", con letras que exhiben la resistencia de Megan. "Cry Baby" con DaBaby ha sido descrita como una canción lenta, "con una inquietante pista de fondo", que gira en torno a la activa vida sexual de Megan y DaBaby. "Sugar Baby" es una canción que ve a Megan "trascender la dulzura" con letras que la ven "implorando a su tacaño amante que ahorre su dinero para el futuro".
"Freaky Girls" con SZA fue una colaboración muy esperada. Contiene una muestra del sencillo debut de Adina Howard en 1995 "Freak Like Me" y fue descrito como "inmaculado" y "un verdadero punto culminante" que está "audiblemente arraigado en el G-funk de los años 90" con letras "pegadizas y sexualmente positivas". "Body", el tercer sencillo del álbum, fue descrito como "tres minutos de ritmos vivos y letras seguras de sí mismas", viendo a Megan "celebrando la positividad del cuerpo". "What's New" fue descrito como una "canción de Megan por excelencia donde ella responde a quienes la odian cuando hablan imprudentemente de ella", mientras que "Work That" fue llamado "una divertida canción para la fiesta" que usa como muestra el sencillo de 2006 "Rodeo" del rapero Juvenile y vio a Megan "continuar presumiendo de su destreza sexual". En "Go Crazy" con Big Sean y 2 Chainz se veía a Megan "de pie cuando se enfrentaba con Big Sean y 2 Chainz [...] con dos versos contundentes".
"Don't Rock Me to Sleep" presenta a Megan cantando sobre "pasar de una relación" mientras "se intenta tener éxito en el pop". "Outside" se describió como una canción "divertida, de celebración" y una "melodía de canción en un bonito contraste de las canciones más impactantes de [Megan]" que estaba respaldada por un "motivo de piano electrónico" muestreado de "Something in My Heart" del álbum epónimo de 1989 de la cantante Michel'le. "Savage Remix", que cuenta con Beyoncé, pasa por "minúsculos cambios instrumentales" de Savage, llamándose la remezcla "esencialmente una canción completamente nueva, con la excepción del coro que ha permanecido igual". El verso de Beyoncé se anotó para incluir sutiles referencias al empoderamiento de las mujeres. "Girls in the Hood" usa como muestra "Boyz-n-the-Hood" de Eazy-E. El álbum cierra con "Don't Stop" con su compañero rapero Young Thug, que es un tema de hip hop con un ritmo electrónico con letras sexualmente positivas.

## Sencillos
"Girls in the Hood", el primer sencillo del álbum, fue anunciado el 24 de junio de 2020 y lanzado dos días después. La canción recibió un video con la letra y presenta una muestra prominente de "Boyz-n-the-Hood" de Eazy-E. El sencillo debutó y alcanzó el número 28 en los Hot 100. Megan interpretó "Girls in the Hood" en vivo durante su debut en los 20th BET Awards, en un medley con el "Savage Remix", y de nuevo durante su primera aparición virtual en vivo, transmitida en vivo por Tidal el 29 de agosto de 2020.
"Don't Stop" con Young Thug, fue lanzado junto con un video musical dirigido por Colin Tilley el 2 de octubre de 2020, como segundo sencillo del álbum. Llegó al número 61 en el Billboard Global 200. Megan interpretó el tema con Young Thug durante su debut en Saturday Night Live en el estreno de la 46.ª temporada del espectáculo.
"Body" fue lanzado como tercer sencillo junto a un video musical dirigido por Colin Tilley el 20 de noviembre de 2020, coincidiendo con el lanzamiento del álbum. Fue escrito mientras Megan estaba en cuarentena y está inspirado en su figura, y en su video musical aparecen cameos de varias celebridades, incluyendo Taraji P. Henson, Blac Chyna, y Jordyn Woods, entre otros.
Cry Baby fue lanzado como el cuarto sencillo del álbum el 3 de febrero de 2021 con la colaboración del rapero DaBaby. El video musical de la canción se lanzó el mismo día en el canal oficial de Youtube de la cantante. 

### Otras canciones
"Savage" Remix con Beyoncé, fue lanzado el 29 de abril de 2020. Comercialmente, el sencillo ha acumulado más de 3 millones de unidades en los Estados Unidos. Se convirtió en el primer número uno de Megan en los Billboard Hot 100 de Estados Unidos.

## Recepción de la crítica
"Good News" recibió la aclamación de los críticos de música al salir al mercado. En Metacritic, que asigna una calificación normalizada de 100 a las reseñas de los críticos principales, el álbum tiene un puntaje promedio de 85 basado en 14 reseñas, lo que indica "aclamación universal". De un total de 175 álbumes reseñados por el periódico británico The Guardian en 2020, Good News fue uno de los únicos quince que recibieron una calificación de 5 de 5 estrellas. También fue uno de los únicos seis álbumes que obtuvieron 10 de 10 estrellas considerando el total de 173 álbumes reseñados por el sitio de música británico Gigwise en 2020.
Mikael Wood de Los Angeles Times consideró a Good News como el álbum debut más impresionante de 2020 y describió la voz de la rapera como una de "las voces con más autoridad en el hip-hop", lo que en última instancia "le da a su música un centro sólido como una roca que se ajusta a su tema fijo". Alexis Petridis de The Guardian señaló que el álbum destacaba que Megan es "fenomenal en lo que hace", y además describió sus talentos como "un festín movible". Robin Murray de Clash escribió que "Good News es el sonido de Megan Thee Stallion empujando contra los límites y un álbum abrumador en su intensidad creativa". Además de aclamarlo como "el último contendiente del Álbum del Año", Murray declaró que "el álbum enfatiza la naturaleza fascinante de su auto-expresión, y su oído atento como curadora cultural". En Evening Standard, David Smyth atribuyó el álbum como "dinero, sexo", de un solo sentido, imágenes gráficas y una confianza en sí misma a prueba de balas", añadiendo que Megan ha "acumulado toneladas de ambos, y ha compartido cada vívido detalle del proceso en sus escasas canciones de la vieja escuela". Amorosi de Variety escribió que el álbum está "centrado en la diversión mientras sigue siendo una declaración orgullosa de la feminidad negra" y concluyó que encuentra a Megan "moviéndose con confianza al siguiente nivel", aunque el escritor señaló que "Outside" y otras canciones "desordenadas" son "más cálidas que la mayoría de las Good News, uno desearía que hubiera más de ese sonido en su álbum debut."
En una reseña de AllMusic, Fred Thomas afirmó que "en lugar de quedarse atrás en su éxito establecido, "Good News" encuentra a la rapera disparando a toda potencia, diezmando sus odios, y entregando pista tras pista de habilidades de rima sexualmente positivas, vorazmente vulgares, pero asombrosamente inteligentes". " Los cumplidos de Candice McDuffie también se centraron en elementos similares en la reseña de Consequence of Sound; "Good News muestra la profundidad creativa de Megan Thee Stallion, su inventiva eufónica y su libidinoso juego de palabras. Demuele completamente cualquier pista en la que aparece". Keith Harris en NME dio un elogio similar, declarando que "el propio flujo de Megan es lo suficientemente musical como para ofrecer sus propios ganchos sin ornamentación exterior".

### Reconocimientos
| Publicación          | Reconocimiento                 | Rango |
| -------------------- | ------------------------------ | ----- |
| Billboard            | Los 50 mejores álbumes de 2020 | 12    |
| Complex              | Los 50 mejores álbumes de 2020 | 30    |
| Consequence of Sound | Los 50 mejores álbumes de 2020 | 49    |
| Gigwise              | Los 51 mejores álbumes de 2020 | 6     |
| The Line of Best Fit | Los 50 mejores álbumes de 2020 | 21    |
| Los Angeles Times    | Los mejores álbumes de 2020    | 10    |
| Pitchfork            | Los 50 mejores álbumes de 2020 | 43    |
| Rolling Stone        | Los 50 mejores álbumes de 2020 | 27    |
| Uproxx               | Los 50 mejores álbumes de 2020 | 33    |

## Lista de canciones
| N.º   | Título                                | Escritor(es) | Duración |  |
| 1.    | «Shots Fired»                         | Megan Pete, Tyron Douglas, Herb Magidson y Allie Wrubel | 2:50     |  |
| 2.    | «Circles»                             | Pete, Jordan Thorpe, Marcello Valenzano, Andre Lyon, Ricknoleon Perez, Jazmine Sullivan, Melissa Elliott, Cainon Lamb, Douglas Davis, Ricky Walters, Mary J. Blige, Sean Combs, Arlene DelValle, Jean-Claude Olivier, Curtis Mayfield, Nasir Jones, Anthony Cruz, Cory McKay, Inga Marchand, Roy Hammond, Craig Brockman, Dave Atkinson, Gilbert Askey y Samuel Barnes | 2:50     |  |
| 3.    | «Cry Baby» (con DaBaby)               | Pete, Jonathan Kirk, David Doman, Katie Smith y Daniel Levin | 2:17     |  |
| 4.    | «Do It on the Tip» (con City Girls)   | Pete, Caresha Brownlee, Jatavia Johnson y Julian Mason | 2:47     |  |
| 5.    | «Sugar Baby»                          | Pete, Martin McCurtis, Webster Gradney, Jeremy Varnard y Jalen Patterson | 2:26     |  |
| 6.    | «Movie» (con Lil Durk)                | Pete, Durk Banks y Brytavious Chambers | 3:47     |  |
| 7.    | «Freaky Girls» (con SZA)              | Pete, Solána Rowe, Jordan Houston, Eugene Hanes, Marc Valentine, Loren Hill, William Collins, George Clinton y Gary Cooper | 2:46     |  |
| 8.    | «Body»                                | Pete, Mason y Christophe Petrel | 2:51     |  |
| 9.    | «What's New»                          | Pete, Vincent van den Ende y Donald Tarpley | 2:35     |  |
| 10.   | «Work That»                           | Pete, Houston, Derrick Milano, Donny Flores, Juan Guerreri-Maril, Terius Gray, Jermany James, Robert Kelly, Valenzano, Lyon, Mark Morales, Damon Wimbley y Darren Robinson | 2:14     |  |
| 11.   | «Intercourse» (con Popcaan y Mustard) | Pete, Andrae Sutherland, Dijon McFarlane y Shah Rukh Zaman Khan | 3:17     |  |
| 12.   | «Go Crazy» (con Big Sean y 2 Chainz)  | Pete, Sean Anderson, Tauheed Epps, Jonathan Rotem, Benjamin Lasnier, Nicki Pooyandeh, Anthony Criss, Vincent Brown, Keir Gist, Berry Gordy, Freddie Perren, Alphonzo Mizell y Deke Richards | 3:45     |  |
| 13.   | «Don't Rock Me to Sleep»              | Pete, van de Ende y Lennard Vink | 3:03     |  |
| 14.   | «Outside»                             | Pete, Houston, Michel'le Toussant, Andre Young y Andre Bolton | 2:31     |  |
| 15.   | «Savage» (Remix) (con Beyoncé)        | Pete, Beyoncé Knowles-Carter, Shawn Carter, Terius Nash, Brittany Hazzard, Thorpe, Milano, Bobby Session Jr. y Anthony White | 4:02     |  |
| 16.   | «Girls in the Hood»                   | Pete, Session, Scott Storch, Ilyah Fraser, Eric Wright, O'Shea Jackson y Young | 2:34     |  |
| 17.   | «Don't Stop» (con Young Thug)         | Pete, Jeffery Williams y Douglas | 3:07     |  |
| 49:42 |                                       | |          |  |

### Interpolaciones
- ”Shots Fired” contiene un sample de "Who Shot Ya?" de The Notorious B.I.G.
- "Circles" contiene samples de "Holding You Down (Goin' in Circles)", interpretada por Jazmine Sullivan, y también contiene   samples de la canción de Doug E. Fresh y MC Ricky D's "La Di Da Di", la canción de Mary J. Blige "Be Happy" y la canción de Nas's "I Can" y "Affirmative Action".[55]
- "Freaky Girls" contiene un sample de "Freak Like Me" por Adina Howard.
- "Work That" contiene samples de "Rodeo", interpretada por Juvenile, y tiene también  samples de la canción de R. Kelly's "Bump n' Grind (Old School Remix)".[10]
- "Go Crazy" tiene un sample de la canción "O.P.P." de Naughty By Nature, y también un sample de "ABC" por The Jackson 5.
- "Outside" tiene un sample de "Something in My Heart" por Michel'le.
- "Girls in the Hood" tiene un sample de "Boyz-n-the-Hood" por Eazy-E.

## Créditos y personal
Créditos adaptados de Tidal.

### Performance
- Megan Thee Stallion - artista principal (all tracks)
- DaBaby - artista principal (track 3)
- City Girls - artista principal (track 4)
- Hot Girl Meg - artista destacado (track 4)
- Lil Durk - artista destacado (track 6)
- SZA - artista destacado (track 7)
- Mustard - artista destacado (track 11)
- Popcaan - artista destacado (track 11)
- 2 Chainz - artista destacado (track 12)
- Big Sean - artista destacado (track 12)
- Beyoncé - artista destacado (track 15)
- Young Thug - artista destacado (track 17)

### Músicos
- Cody Tarpley - bajo (track 9), batería (track 9), teclados (track 9)
- Vincent Van Den Ende - bajo (track 9), batería (track 9), teclados (track 9)

### Producción
- Buddah Bless - producción (tracks 1 y 17)
- Cool & Dre - producción (track 2)
- Neky Freq - producción (track 17)
- D.A. Doman - producción (track 3)
- Lil Ju - producción (tracks 4 y 8)
- Helluva (productor) - producción (track 5)
- Tay Keith - producción (pista 6)
- Juicy J - producción (pistas 7, 10 y 14)
- Avendon - producción (pistas 9 y 13)
- Cody Tarpley - producción (track 9)
- Z3N - producción (pista 10)
- Mustard - producción (track 11)
- J. R. Rotem - producción (track 12)
- J. White Did It - producción (track 15)
- Illdaproducer - producción (track 16)
- Scott Storch - producción (track 16)
- Suntman - producción adicional (track 5)
- Rickstarr Didit - coproducción (track 2)
- Gyltryp - coproducción (track 11)
- Benjamin Lasneier - coproducción (track 12)
- Pooyandeh - coproducción (track 12)
- Vynk - coproducción (track 12)

### Técnicos
- Mike Dean - masterización (pistas 1-14), mezcla (pistas 1, 3-7, y 11-12)
- Colin Leonard - masterización (pistas 15-17)
- MixedByAli - mezcla (pista 2)
- Jaycen Joshua - mezcla (pistas 8-10 y 13-17)
- KY - mezclando (pista 12)
- Stuart Price - mezcla (track 15), grabación (track 15)
- Ricky Reed - mezcla vocal (track 7)
- Sage Skolfield - asistencia en la mezcla (pistas 1-7, 11 y 12)
- Sean Solymar - asistencia en la mezcla (tracks 1-7, 11, and 12)
- Jacob Richards - asistencia en la mezcla (track 17)
- Mike Seaberg - asistencia en la mezcla (track 17)
- Source - grabación (tracks 1-16), ingeniería (track 17)
- Coach Brodie - grabación (track 3)
- Joshua Samuel - grabación (track 6)
- Rob Bisel - grabación (track 7)
- Nolan Presley - grabación (track 12)
- eMix - grabación (track 15)
- Bainz - engineering (track 17), ingeniería de grabación vocal (track 17)
- Aresh Banaji - asistencia de ingeniería (track 17)

Notas
- "Grabación" e "Ingeniería de grabación" se agrupan como "Grabación".

## Posiciones en las listas
| Listas (2020)                           | Mejor posición |
| --------------------------------------- | -------------- |
| Australia (ARIA)                        | 41             |
| Bélgica (Ultratop flamenca)             | 91             |
| Bélgica (Ultratop valona)               | 141            |
| Canadá (Billboard Canadian Albums)      | 9              |
| Países Bajos (Album Top 100)            | 77             |
| Francia (SNEP)                          | 107            |
| Irlanda (OCC)                           | 22             |
| Lituania (AGATA)                        | 55             |
| Nueva Zelanda (RMNZ)                    | 22             |
| Reino Unido (UK Albums Chart)           | 46             |
| Estados Unidos (Billboard 200)          | 2              |
| Estados Unidos (Top R&B/Hip-Hop Albums) | 1              |

### Year-end charts
| Chart (2021)                                         | Position |
| ---------------------------------------------------- | -------- |
| Estados Unidos US Billboard 200                      | 18       |
| Estados Unidos US Top R&B/Hip-Hop Albums (Billboard) | 12       |